# Gillette (Wyoming)
Gillette is een plaats (city) in de Amerikaanse staat Wyoming, en valt bestuurlijk gezien onder Campbell County.

## Demografie
Bij de volkstelling in 2000 werd het aantal inwoners vastgesteld op 19.646. In 2006 is het aantal inwoners door het United States Census Bureau geschat op 23.899, een stijging van 4253 (21,6%).

## Geografie
Volgens het United States Census Bureau beslaat de plaats een oppervlakte van 34,7 km², waarvan 34,6 km² land en 0,1 km² water.

## Plaatsen in de nabije omgeving
De onderstaande figuur toont nabijgelegen plaatsen in een straal van 68 km rond Gillette.